# فرانسيسكو سيونيل خوسيه
فرانسيسكو سيونيل خوسيه (من مواليد 3 ديسمبر 1924) هو واحد من أكثر الكتاب الفلبينيين قراءة في اللغة الإنجليزية. تصور رواياته وقصصه القصيرة الأسس الاجتماعية للنضال الطبقي والاستعمار في المجتمع الفلبيني. تُرجمت أعمال جوزيه إلى 28 لغة، بما في ذلك الكورية والإندونيسية والتشيكية والروسية واللاتفية والأوكرانية والهولندية.

## سيرته الشخصية
درس في جامعة القديس طوماس ثم أصبح صحفيًا في مانيلا. كتب العديد من القصص القصيرة والروايات التي تصف الحياة الفلبينية، بما في ذلك ملحمة روزاليس التي تمتد لأكثر من قرن من تاريخ الفلبين. افتتح مكتبة ودار نشر تكافل.

## أعماله

### الروايات
- بو-أون (1984)
- المدعون (1962)
- أخي، جلادي (1973)
- قداس (1974)
- شجرة (1978)

- جاجامبا (1991)
- فياجيرو (1993)
- الخطيئة (1994)
- بن سينجكول (2001)
- إرميتا (1988)
- فيبورا! (2007)
- كسور (2008)

### القصص
- سارق الإله وقصص قصيرة أخرى (2001)
- حب الجرو وقصص قصيرة أخرى (1998)
- أولفيدون وقصص أخرى (1988)
- بلاتينيوم: عشر قصص فلبينية (1983)
- ويوايا: أحد عشر قصة قصيرة فلبينية (1980)

### كتب أطفال
- المولاف والأوركيد (2004)

### شعر
- أسئلة (1988)